# Hassi Messaoud
Hassi Messaoud là một đô thị thuộc tỉnh Ouargla, Algérie. Dân số thời điểm năm 2002 là 40.368 người.